# Рыбная Слобода
Ры́бная Слобода́ (тат. Балык Бистәсе) — посёлок городского типа в России, административный центр Рыбно-Слободского района Республики Татарстан. Образует муниципальное образование посёлок городского типа Рыбная Слобода со статусом городского поселения как единственный населённый пункт в его составе.

## География
Посёлок расположен на берегу Куйбышевского водохранилища (Кама), в 70 км к юго-востоку от Казани (91 км по дороге).

## История
В XVI веке в районе современной Рыбной Слободы была построена крепость-сторожевая вышка. Местные жители, селившиеся возле неё, занимались в основном рыболовством.
Имеет статус посёлка городского типа с 2004 года, до этого — села.

## Население
| 1959  | 1970  | 1979  | 1989  | 2002  | 2005  | 2006  |
| ----- | ----- | ----- | ----- | ----- | ----- | ----- |
| 2645  | ↗3392 | ↗5908 | ↗7215 | ↘7177 | ↗7813 | ↗7828 |
| 2007  | 2009  | 2010  | 2011  | 2012  | 2013  | 2014  |
| ↗7876 | ↗7918 | ↘7684 | ↘7678 | ↗7868 | ↗7884 | ↘7822 |
| 2015  | 2016  | 2017  | 2018  | 2019  | 2020  | 2021  |
| ↘7755 | ↗7799 | ↘7787 | ↘7686 | ↘7670 | ↗7719 | ↘7590 |

## Известные жители
В 1930-е учительствовал известный в будущем писатель Михаил Семёнович Бубеннов.

## Достопримечательности
- Рыбно-Слободский краеведческий музей[23]
- Торговая лавка. Начало XIX века.
- Стадион «Яшьлек»

## Русская православная церковь
Храм Казанской иконы Божией Матери в селе Рыбная Слобода, восстановлен в 2000-х годах на месте разрушенного храма. Икона Божией Матери подарена Власовым Вячеславом